# Hansjürg Weder
Hansjürg Weder, né le 10 août 1928 à Bâle (originaire de la même ville) et mort le 7 janvier 2018 à Riehen, est une personnalité politique suisse du canton de Bâle-Ville, membre de l'Alliance des Indépendants. Il est conseiller national de 1983 à 1995.

## Biographie
Hansjürg Weder naît le 10 août 1928 à Bâle, ville dont il est également originaire,. Son père, Paul Weder, est sculpteur. Il effectue un apprentissage d'employé de commerce dans sa ville natale. Il vit à Morges, dans le canton de Vaud, en 1947 et 1948 pour y apprendre le français, puis travaille une année et demie à Madrid pour Brown, Boveri & Cie,. De retour à Bâle, il travaille dans une entreprise qui fait le commerce d'appareils sanitaires.
Il joue en Ligue nationale A de handball avec le RTV 1879 Bâle, en première ligue de football et devient champion bâlois de ski à trois reprises.
Il est marié et a deux enfants. Il meurt le 7 janvier 2018 à Riehen,.

## Parcours politique
Membre de l'Alliance des indépendants (AdI), Hansjürg Weder est le secrétaire général de la section de Bâle-Ville du parti à partir de 1967. Il est membre du Grand Conseil du canton de Bâle-Ville à deux reprises, d'abord de 1964 à 1976, puis de 1980 à 1992. Il siège au Conseil national pendant trois législatures, de 1983 à 1995. En 1993, il quitte l'AdI et siège comme indépendant jusqu'à 1995.
Hansjürg Weder est partisan de l'économie libre, une théorie économique qui promeut une économie de marché sans propriété foncière et sans intérêts sur les capitaux,. Il s'engage contre les cartels. Pacifiste et antinucléaire, il défend différents objets liés à la protection de l'environnement et du patrimoine,. À Bâle, il contribue à la protection de plusieurs bâtiments historiques et s'engage contre les expérimentations animales. Il est considéré comme un brillant orateur.

### Engagement antinucléaire
Hansjürg Weder est l'un des six fondateurs du Comité d'action de la Suisse du Nord-Ouest contre les centrales nucléaires en 1969,. Il en est le président entre 1975 et 1979. Il est l'un des principaux opposants à la construction de la Centrale nucléaire de Kaiseraugst, dans le canton d'Argovie.